# Hugo Stehkämper
Hugo Stehkämper (* 5. April 1929 in Gelsenkirchen; † 11. Juni 2010 in Köln) war ein deutscher Historiker und Archivar. Er war von 1969 bis 1994 Leiter des Historischen Archivs der Stadt Köln.

## Leben
Stehkämper studierte Latein und Geschichte an den Universitäten Bonn, München und Münster. Er war seit 1950 Mitglied der katholischen Studentenverbindung KDStV Ascania Bonn im CV. Nach der Promotion 1954 an der Universität Münster mit einer Untersuchung über Die reichspolitische Tätigkeit Bischof Hermanns II. von Münster besuchte er von 1957 bis 1959 die Archivschule Marburg und bestand dort das Examen für den Höheren Archivdienst. Er begann 1959 seine berufliche Laufbahn am Nordrhein-Westfälischen Staatsarchiv Münster und wechselte 1961 an das Historische Archiv der Stadt Köln, dessen Leitung er 1969 übernahm. Unter seiner Leitung erfolgte 1971 der Umzug in das neu errichtete Archivgebäude in der Severinstraße. 1994 trat er in den Ruhestand.
Im Jahr 1970 wurde er zum korrespondierenden Mitglied der Historischen Kommission für Westfalen gewählt. Nach 1985 war er Vorsitzender des Gesamtvereins der Deutschen Geschichts- und Altertumsvereine. Er war Mitglied der Vereinigung für Verfassungsgeschichte und Schriftführer der Gesellschaft für Rheinische Geschichtskunde.
Nach seiner Pensionierung wurde er von der Historischen Gesellschaft Köln als Herausgeber der auf dreizehn Bände angelegten Geschichte der Stadt Köln sowie als Verfasser des dritten Bandes Köln im Hochmittelalter gewonnen, der jedoch bei seinem Tod 2010 im Alter von 81 Jahren noch nicht vollendet war. Die Herausgeberschaft der Reihe hatte er bereits zu seinen Lebzeiten an Werner Eck abgegeben.

## Schriften (Auswahl)
- Die reichspolitische Tätigkeit Bischof Hermanns II. von Münster (1174–1203). Münster 1954, (Münster, Universität, Dissertation, vom 24. Juli 1954).
- als Herausgeber: Konrad Adenauer. Oberbürgermeister von Köln. Festgabe der Stadt Köln zum 100. Geburtstag ihres Ehrenbürgers am 5. Januar 1976. Historisches Archiv Stadt Köln u. a., Köln 1976, ISBN 3-7927-0248-7.
- Konrad Adenauer als Katholikentagspräsident 1922. Form und Grenze politischer Entscheidungsfreiheit im katholischen Raum (= Adenauer-Studien. 4 = Veröffentlichungen der Kommission für Zeitgeschichte. Reihe B: Forschungen. 21). Matthias-Grünewald-Verlag, Mainz 1977, ISBN 3-7867-0625-5.
- Köln – und darüber hinaus. Ausgewählte Abhandlungen. Zwei Bände. Historisches Archiv, Köln 2004, ISBN 3-928907-14-X.
- Bürger und Kirchen in Köln im Hochmittelalter (= Veröffentlichungen des Kölnischen Geschichtsvereins e. V. 45). SH-Verlag, Köln 2007, ISBN 978-3-89498-180-8.
- mit Carl Dietmar: Köln im Hochmittelalter. 1074/75–1288 (= Geschichte der Stadt Köln. 3). Greven, Köln 2016, ISBN 978-3-7743-0442-0.